# Bój pod Niestanicami

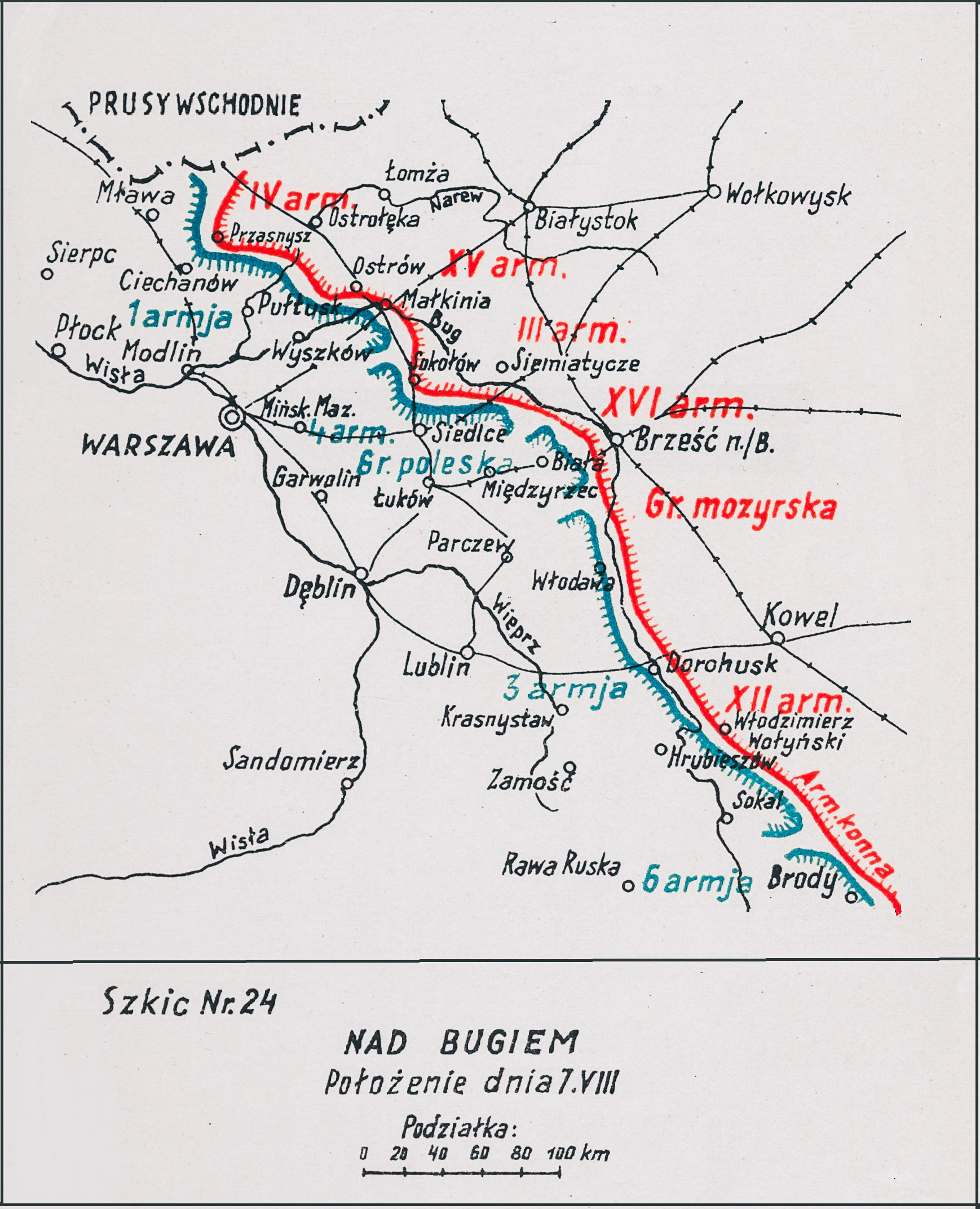
Adam Przybylski,
Wojna Polska 1918–1921

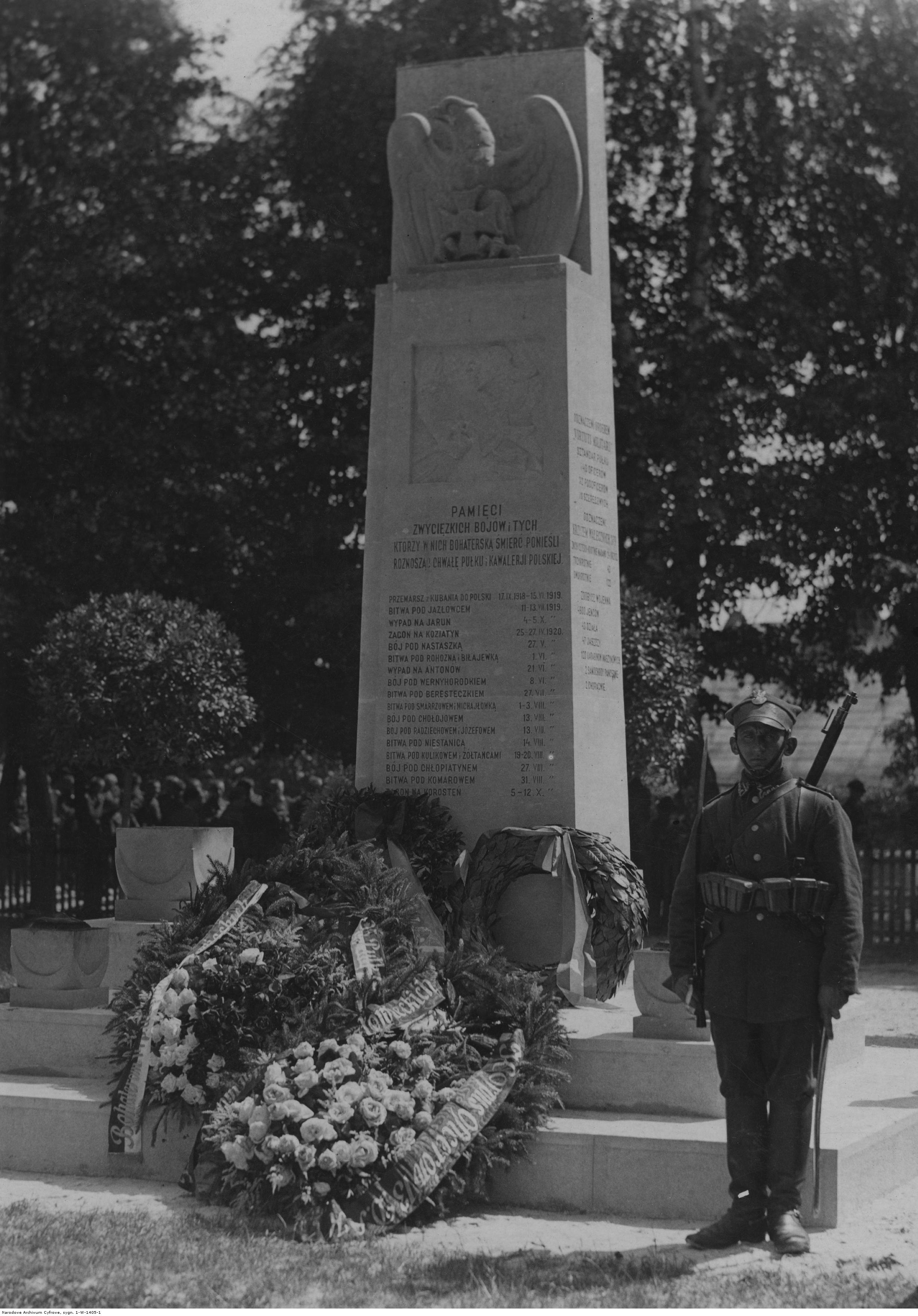
Pomnik ku czci poległych żołnierzy 14 pułku ułanów we Lwowie, na którym upamiętniono miejsca jego walk.

Bitwa pod Niestanicami – walki polskiego 14 pułku ułanów mjr. Jerzego Bardzińskiego z oddziałami sowieckiej 45 Dywizji Strzelców Iony Jakira toczone w okresie ofensywy Frontu Południowo-Zachodniego w czasie wojny polsko-bolszewickiej.

## Geneza
W końcu lipca Naczelne Dowództwo Wojska Polskiego planowało uderzenie na prawe skrzydło nacierających wojsk Michaiła Tuchaczewskiego. Do przeprowadzenia operacji zamierzano użyć także jednostek ściągniętych z Frontu Południowo-Wschodniego generała Edwarda Rydza-Śmigłego. Warunkiem sukcesu było wcześniejsze pobicie 1 Armii Konnej Siemiona Budionnego w obszarze Brodów i Beresteczka.
Po pięciu dniach bitwy, szala zwycięstwa zaczęła przechylać się na stronę polską. Jednak sytuacja na Froncie Północnym, a szczególnie upadek Brześcia, zmusiła Naczelne Dowództwo Wojska Polskiego do przerwania bitwy.
W tym czasie dowódca sowieckiego Frontu Południowo-Zachodniego Aleksander Jegorow nakazał 1 Armii Konnej Budionnego zdobyć Lwów. Jej dywizje wdarły się w słabo obsadzoną lukę między polskimi 2 i 6 Armią, a 7 sierpnia pod Szczurowicami sforsowały Styr. 6 i 14 Dywizja Kawalerii z 45 Dywizją Strzelców miały działać zaczepnie w kierunku na Radziechów–Chołojów–Dobrotwór–Kamionkę Strumiłową, zaś 4 i 11 Dywizja Kawalerii na Busk. Północne skrzydło 1 Armii Konnej osłaniała walcząca pod Łuckiem 24 Dywizja Strzelców, a południowe 45 Dywizja Strzelców.
Działania opóźniające na tym kierunku prowadziła Grupa Operacyjna Jazdy generała Jana Sawickiego. 3 Armia gen. Zygmunta Zielińskiego pozostawała jeszcze nad Styrem do 5 sierpnia, a następnie rozpoczęła odwrót. 8 sierpnia 1 Dywizja Jazdy płk. Juliusza Rómmla starła się pod Antoninem z oddziałami sowieckiej 1 Armii Konnej Siemiona Budionnego, w dniach 11-13 sierpnia walczyła o Radziechów.
Po utracie Radziechowa dowódca zreorganizowanej 1 Dywizji Jazdy płk Juliusz Rómmel zamierzał zatrzymać sowieckie dywizje pod Chołojowem i tym samym dać piechocie czas na zorganizowanie obrony nad Bugiem.

## Walki pod Niestanicami
14 sierpnia, podczas bitwy 1 Dywizji Jazdy płk. Juliusza Rómmla pod Chołojowem z oddziałami 1 Armii Konnej Siemiona Budionnego, 14 pułk ułanów zajął stanowiska na lewym skrzydle dywizji pod Niestanicami. Zadaniem 14 pułku ułanów było osłonić lewe skrzydło dywizji, broniąc północnego i wschodniego skraju Niestanic, umożliwić odejście na Dobrotwór północnej kolumny, trzymając wieś do chwili, kiedy straż tylna tej kolumny osiągnie linię drogi Niestanice – Zalesie. Dowódca pułku mjr Jerzy Bardziński przyjął następujące ugrupowanie: spieszone 2 i 3 szwadrony obsadziły północny i wschodni skraj wsi, a szwadron techniczny skraj południowy. 1 szwadron por. Edwarda Dunina-Borkowskiego i 4 szwadron ppor. Edwarda Godlewskiego ześrodkowały się w centrum wsi i stanowiły odwód.  
Od rana wioskę próbowały zdobyć oddziały 45 Dywizji Strzelców, atakując z kierunku Pawłowa, ale dobrze zorganizowana polska obrona była dla nich przeszkodą nie do pokonania. Około 14.00  oddziały sowieckiej 14 Dywizji Kawalerii dokonały włamania na prawym skrzydle obrony 1 Dywizji Jazdy i zdobyły Chołojów. W tym samym czasie 45 Dywizja Strzelców wznowiła natarcie na Niestanice. Także od strony Chołojowa ukazały się ławy kozackie, zagrażające tyłom pułku. W takim położeniu dowódca pułku wprowadził do walki odwodowe szwadrony. Te przeszły do szarży, a dołączył do nich szwadron techniczny. Szarża trzech polskich szwadronów odrzuciła nieprzyjaciela aż pod Pawłów.
W tym czasie, gdy kończył się bój pod Niestanicami, straż tylna kolumny północnej zdołała podejść do skrzyżowania grobli niestanickiej z drogą na Chołojów-Dobrotwór, a odwrót oddziałów na linię Bugu ubezpieczał 8 pułk ułanów. Wieczorem pułki dywizji osiągnęły rubież Bugu na odcinku Dobrotwór-Sielec Bieńków, zastając tam własne oddziały piechoty.

## Bilans walk
Obrona Niestanic i brawurowa szarża trzech szwadronów umożliwiły odwrót spieszonych szwadronów i ewakuację taborów pułku. Za tę szarżę pułk został przedstawiony do odznaczenia Orderem Virtuti Militari. We wniosku napisano: Rozpaczliwą wprost walką pod Niestanicą 14 sierpnia, pułk ochrania lewe skrzydło dywizji i zabezpiecza jedyne wyjście odwrotowe dywizji. W okresie walk 14 pułk ułanów stracił 18 poległych, 52 rannych i wiele koni.